# Buxar (distrikt)
Buxar är ett distrikt i Indien.   Det ligger i delstaten Bihar, i den nordöstra delen av landet, 800 km sydost om huvudstaden New Delhi. Antalet invånare är 1 706 352.
Följande samhällen finns i Buxar:
- Buxar
- Dumraon